# Nepalesische Küche

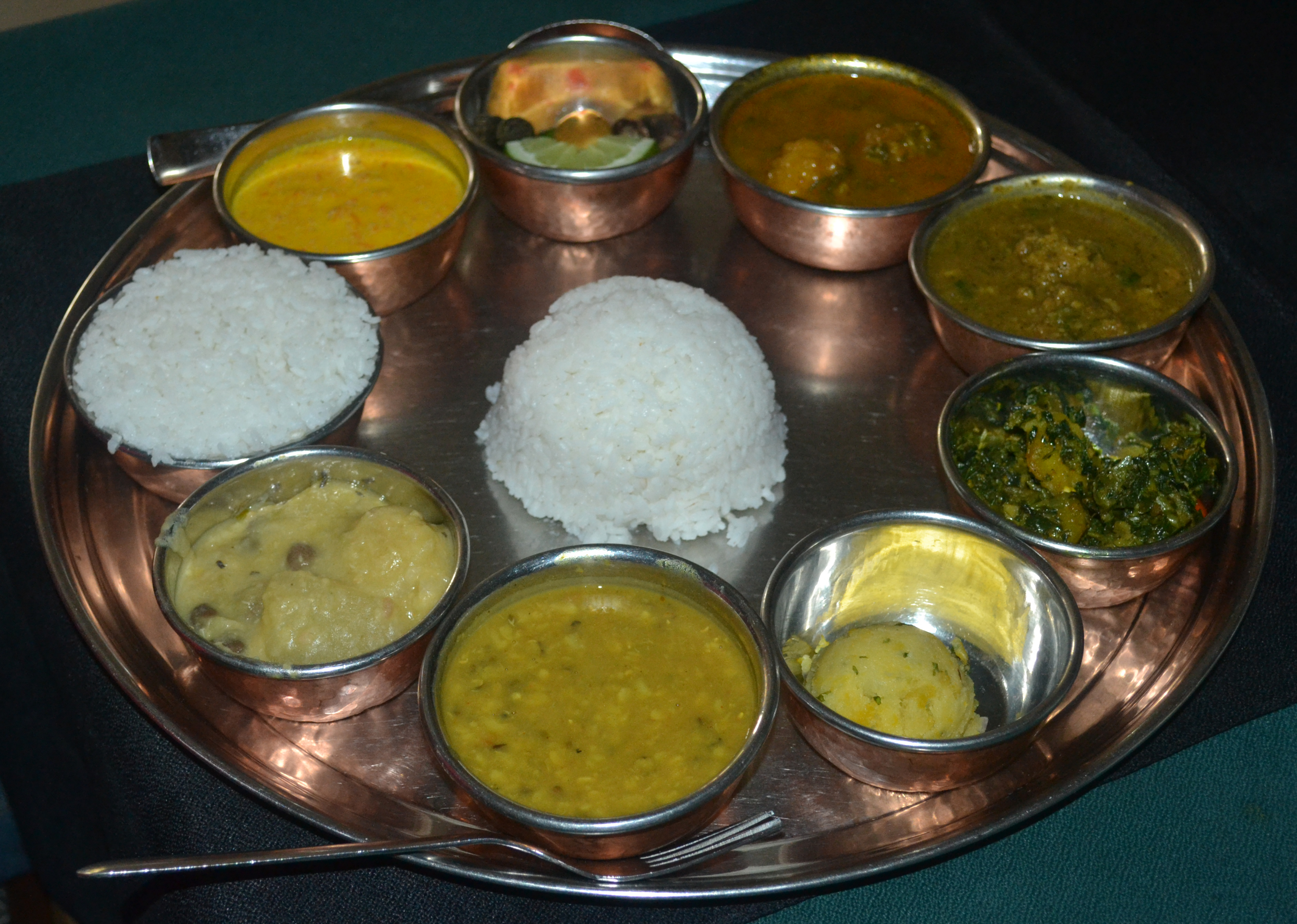
Typisches nepalesisches Dal-bhat-tarkari

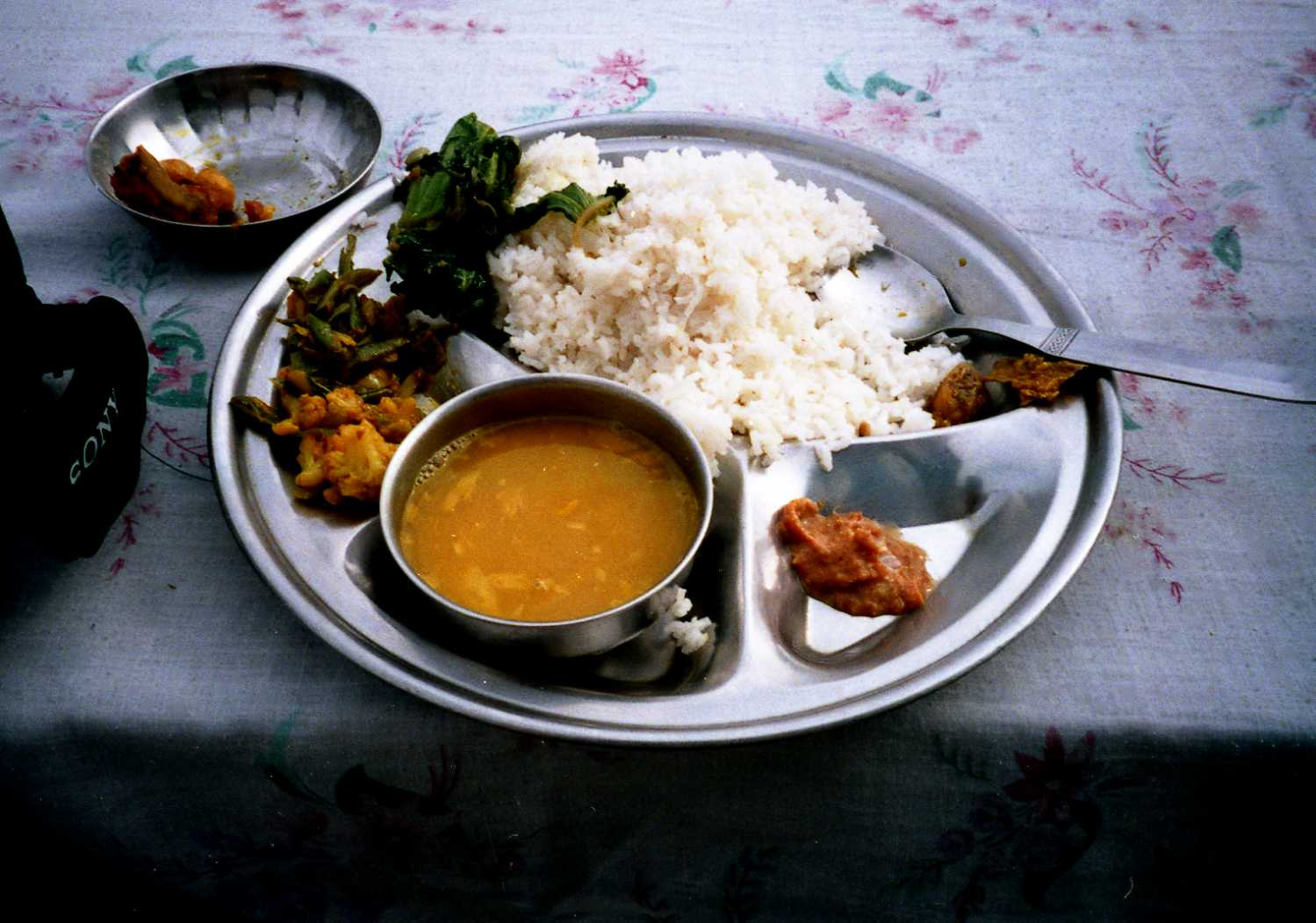
Dal-bhat-tarkari

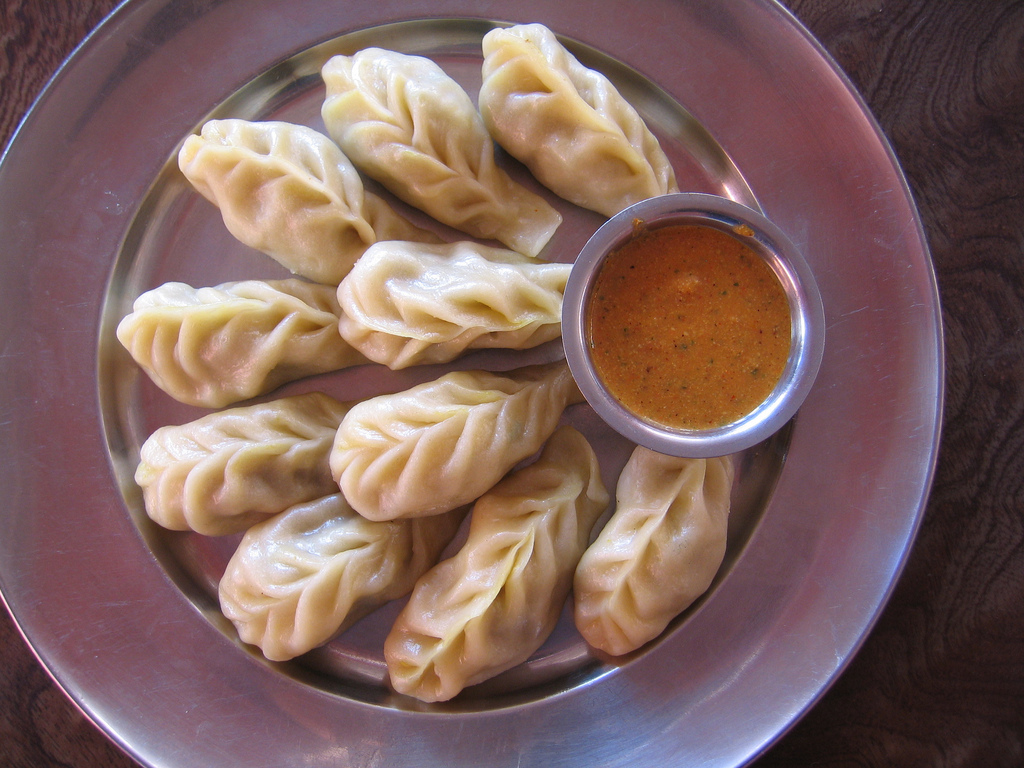
Teller mit Momo in Nepal

Der Begriff Nepalesische Küche bezieht sich auf Speisen, die in Nepal verzehrt werden. Die kulturelle und geografische Vielfalt Nepals hat, begründet durch unterschiedliche Ethnien, Bodenarten und ein besonderes Klima, zu einer Vielzahl unterschiedlicher Speisen geführt.
Dal-bhat-tarkari (दाल भात तरकारी) wird in ganz Nepal verzehrt. Bei Dal handelt es sich um eine aus Linsen und Gewürzen bestehende Suppe. Diese wird mit gekochtem Getreide, bhat – normalerweise Reis, manchmal jedoch auch anderem Getreide – mit Gemüsecurry, tarkari, serviert. Zu den Beilagen zählen unter anderem kleine Mengen extrem scharfen Chutneys (चटनी) oder südasiatische Pickles (achaar, अचार), welche frisch oder gegoren serviert werden können. Von diesem Gericht existieren unzählige Variationen, es wird von tausenden ausgegangen. Andere Beilagen sind Zitronenscheiben (nibuwa) oder Limetten (kagati) mit frischem grünen Chili (hariyo khursani). Dhindo (ढिंडो) ist ein weiteres Traditionsgericht Nepals.
Ein Großteil der Küche Nepals besteht aus leicht abgewandelten Gerichten anderer asiatischer Länder. Einige Speisen haben sowohl tibetanische, indische als auch thailändische Wurzeln. Momo – Tibetanische Teigtaschen mit nepalesischen Gewürzen erfreuen sich besonders in Nepal großer Beliebtheit. Ursprünglich wurden diese mit Büffelfleisch gefüllt, mittlerweile werden jedoch auch Ziegen- und Putenfleisch sowie vegetarische Füllungen verwendet. Spezielle Gerichte wie sel roti und patre werden zu besonderen Anlässen wie dem Tihar zubereitet. In jüngster Zeit wurden auch andere Variationen in die nepalesische Küche eingeführt, darunter taas, eine ähnlich wie Kebab zubereitete Speise.
Durch Kontakt zu Europäern wurde die nepalesische Küche durch Brot, Käse, Pasteten und Speiseeis bereichert. Restaurants, die Gerichte wie Pizza anbieten und ursprünglich für die Versorgung von Touristen vorgesehen waren, erfreuen sich mittlerweile auch unter Einheimischen zunehmender Beliebtheit.

## Arten

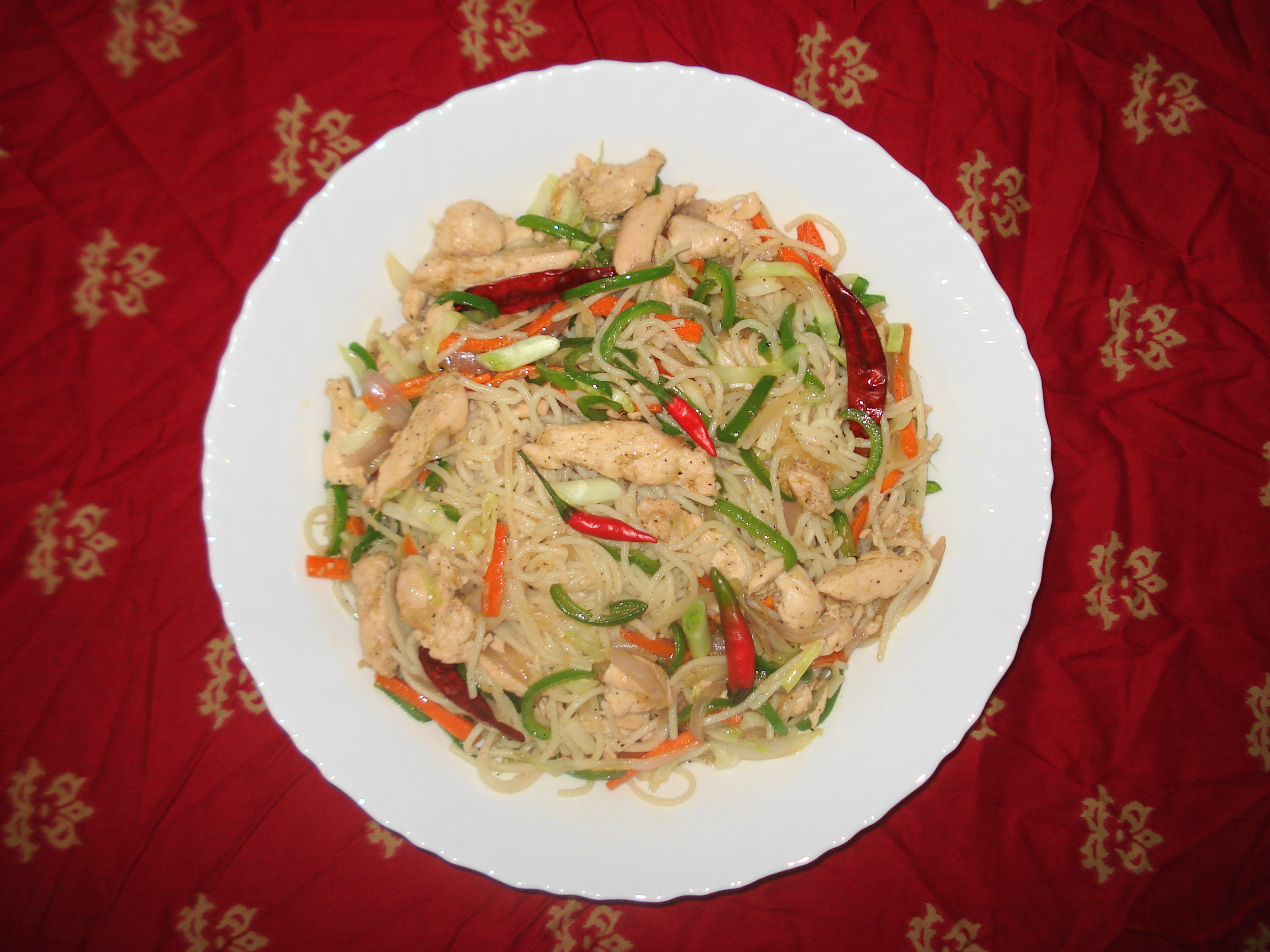
Nepalesisches Hühner-Chow mein

### Küche der Khas und Pahadi (zentrales Hügelland)
Dal-bhat-tarkari ist ein Standardgericht, das zweimal am Tag gegessen wird. Da jedoch bewässerte Reisfelder aufgrund der ländlichen Gegebenheiten eine Seltenheit darstellen, wird Reis teilweise oder vollständig von anderen Getreidesorten abgelöst. Aus Weizen wird ungesäuertes Fladenbrot (Roti oder Chapati) hergestellt. Mais (makai), Buchweizen (fapar), Barley (jau) oder Millet (kodo) werden zu Haferbrei-ähnlichen dhido oder ato zubereitet. Tarkari besteht aus Spinat und frischem Gemüse (sag), fermentiertes und getrocknetes Gemüse (gundruk oder Sinki), daikon radish (mula), Kartoffeln (alu), grüne Bohnen (simi), Tomaten (golbeda), Blumenkohl (kauli), Kohl (bandakopi), Kürbis (farsi) etc.

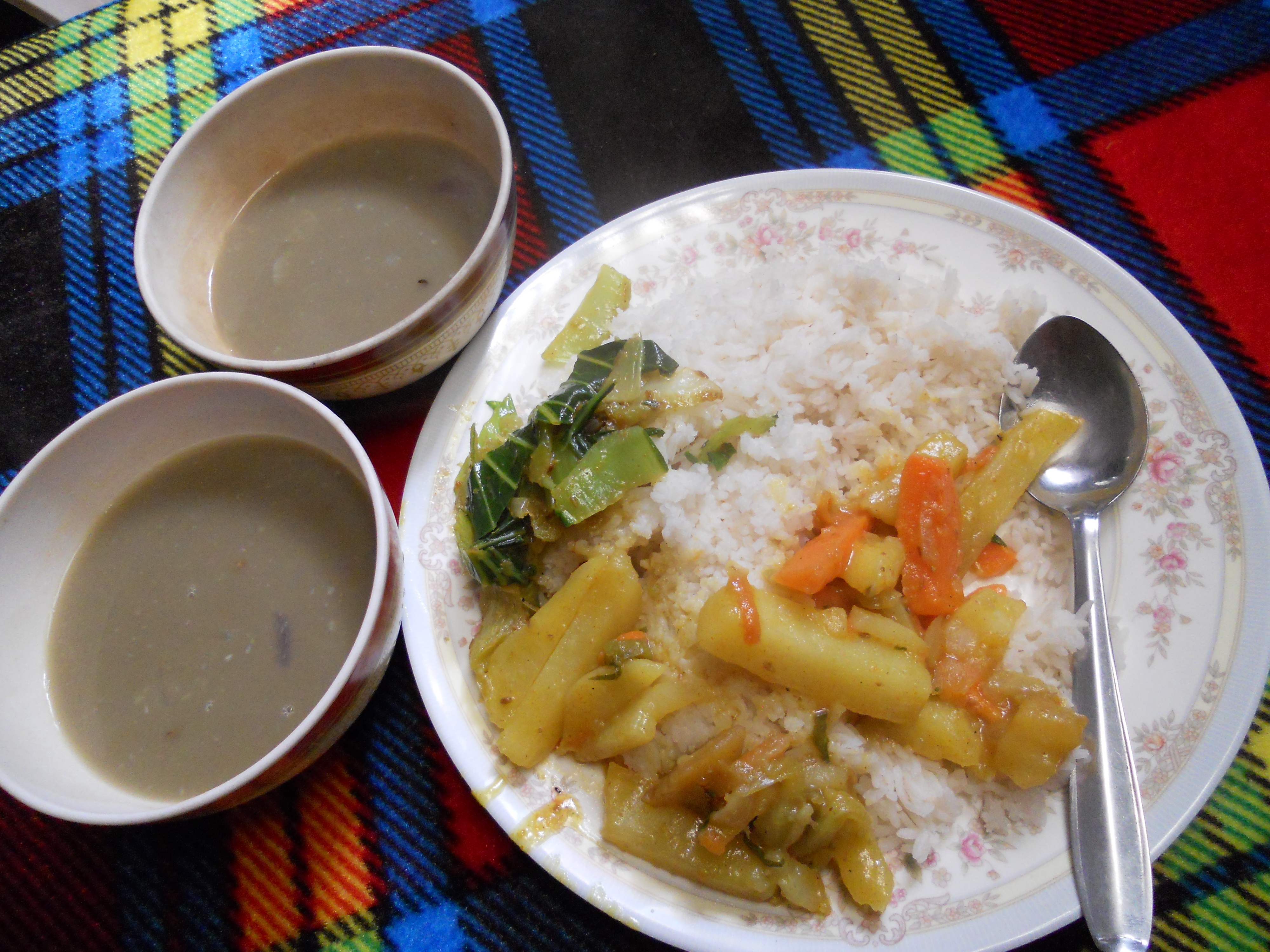
Typische Mahlzeit der Pahari

Früchte, die traditionell in den Tälern Nepals wachsen, sind unter anderem Mandarinen (suntala), Kaffernlimetten (kagati), Zitronen (nibuwa), Nashi-Birnen (nashpati) und Myrica (kaphal). Mangos (aap) wachsen in bis zu 800 Metern Höhe.
Joghurt (dahi) und mit Curry zubereitetes Fleisch (masu) oder Fisch (machha) werden, wenn verfügbar, als Beilagen gereicht. Der Verzehr von Huhn (kukhura) und Fisch wird außer den Brahmanen (Bahun), die vegetarisch leben, jeder Kaste erlaubt. Praktizierende Hindus hingegen verzehren niemals Rindfleisch (gaiko masu). Büffel- und Yakfleisch werden ebenfalls gemieden, da es eine zu starke Ähnlichkeit zu Rindfleisch aufweist. Schweinefleisch (sungurko masu) wurde traditionell nur von den Aadibasi verzehrt, Wildschwein (bangur ko masu) ursprünglich nur von den Magar bejagt und verzehrt. Eine besonders für den Verzehr bestimmte Wildschweinart wird in Gefangenschaft aufgezogen. Dessen Fleisch erfreut sich bei den Paharie und anderen Kasten, die traditionell kein Schweinefleisch verzehrten, steigender Beliebtheit.

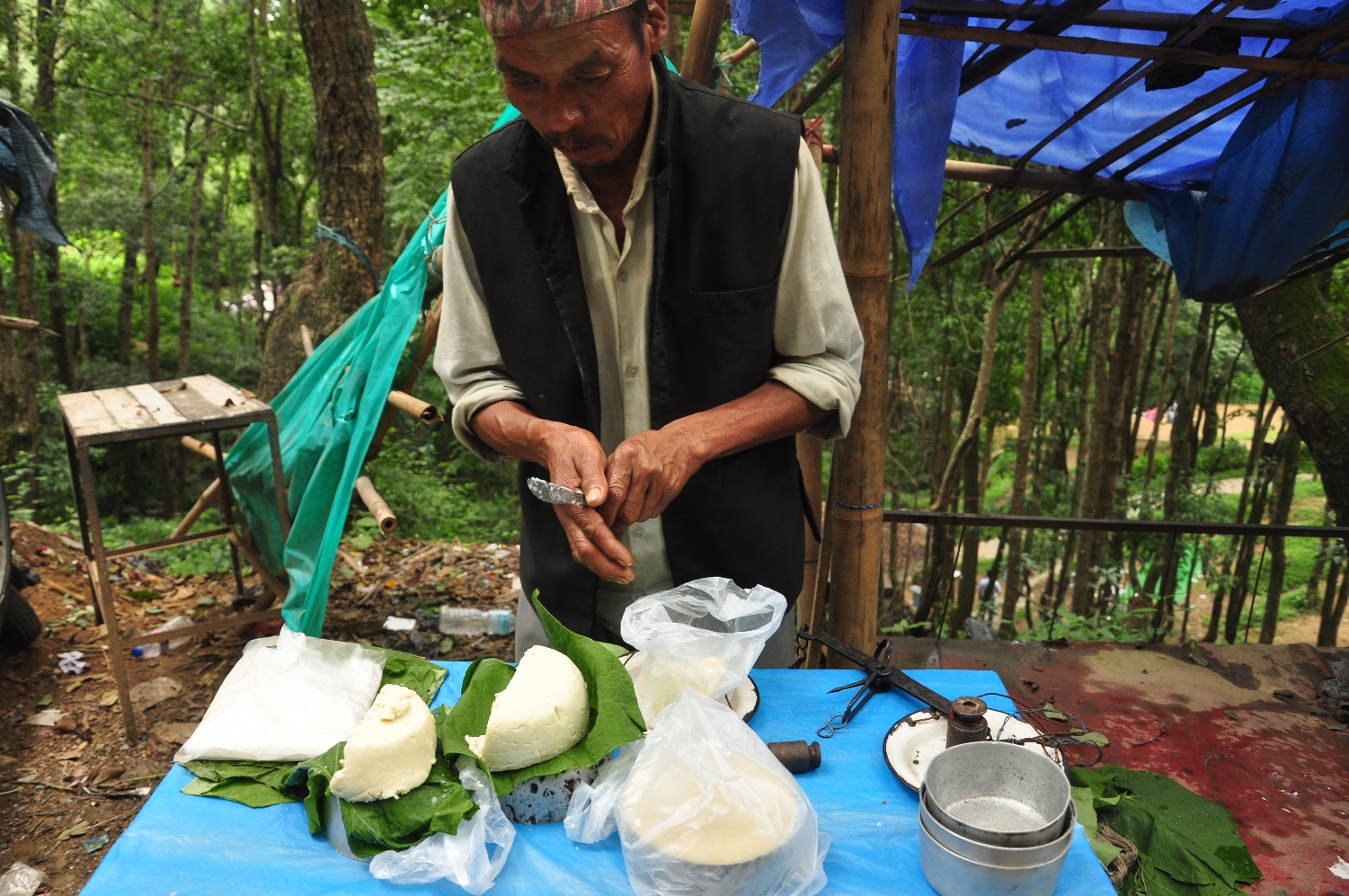
Khuwa-Verkäufer in Nepal

### Küche Himalayas
Die Himalayanische Küche wird kulturell von der Tibetanischen Küche beeinflusst und ist mit den ethnischen Gruppen im Himalaya und Trans-Himalaya eng verbunden. Buchweizen, Gerste und Hirse sind wichtige kältebeständige Getreide, die oft zu Nudeln oder tsampa (Mehl, das aus gerösteten Körnern hergestellt wird) verarbeitet werden. Buttertee wird hergestellt, indem Butter oder Butterschmalz und Salz zu einem starken Tee verarbeitet werden. Dieser Tee dient, gemischt mit Tsampa-Mehl, als Schnellkost und wird besonders auf Reisen verzehrt.
Getreide wird darüber hinaus zur Herstellung alkoholischer Getränke verwendet (siehe unten). Kartoffeln sind ein weiteres Nahrungsmittel. Aus dem nepalesischen Flachland werden beträchtliche Mengen von Reis importiert. Das Fleisch von Yaks und möglicherweise Yak-Rind-Mischformen kann, ebenso wie deren Milch, verwendet werden. Fleisch wird meist als momo zubereitet.

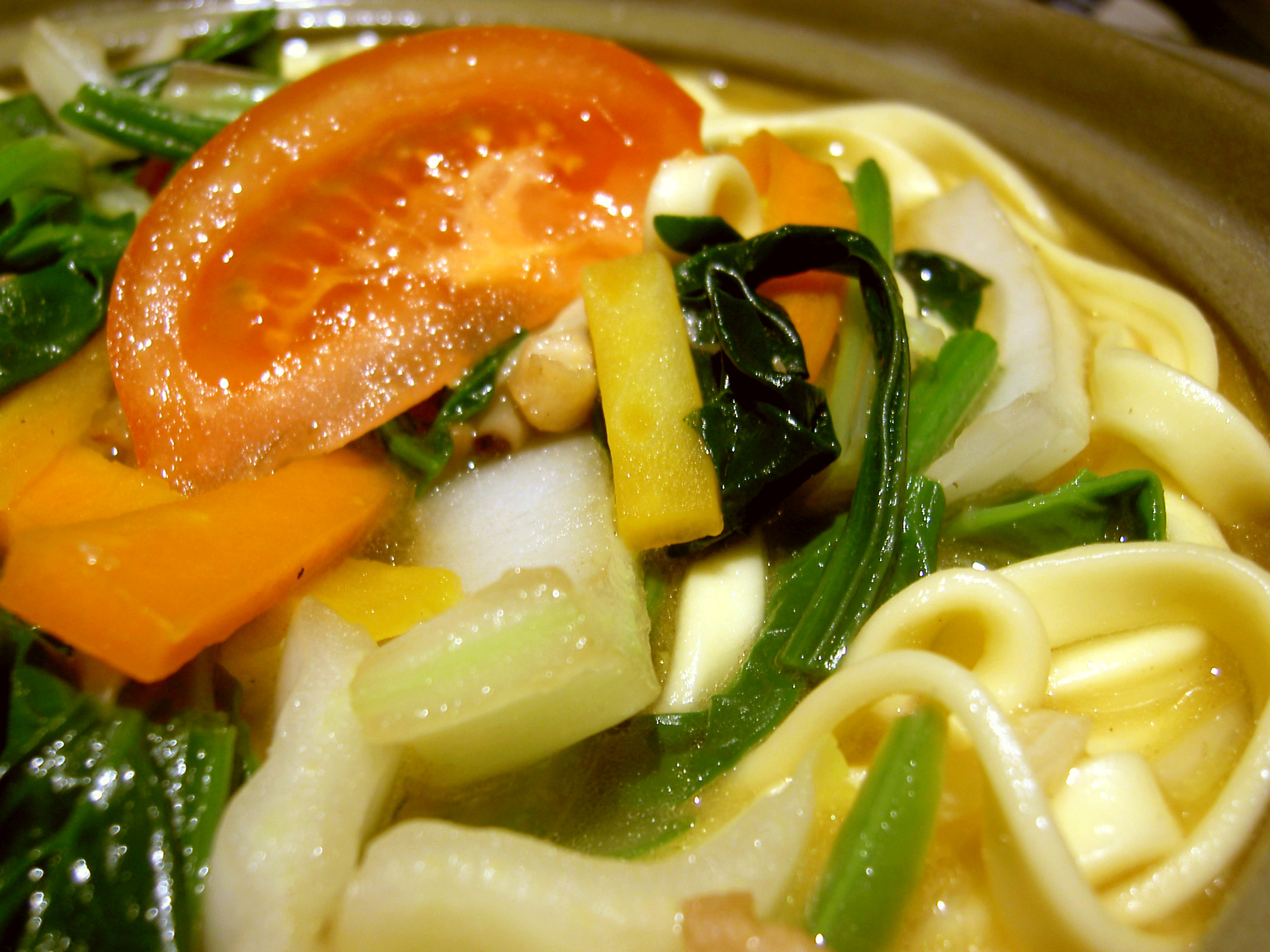
Thukpa in einem nepalesischen Restaurant in Japan

### Küche der Thakali

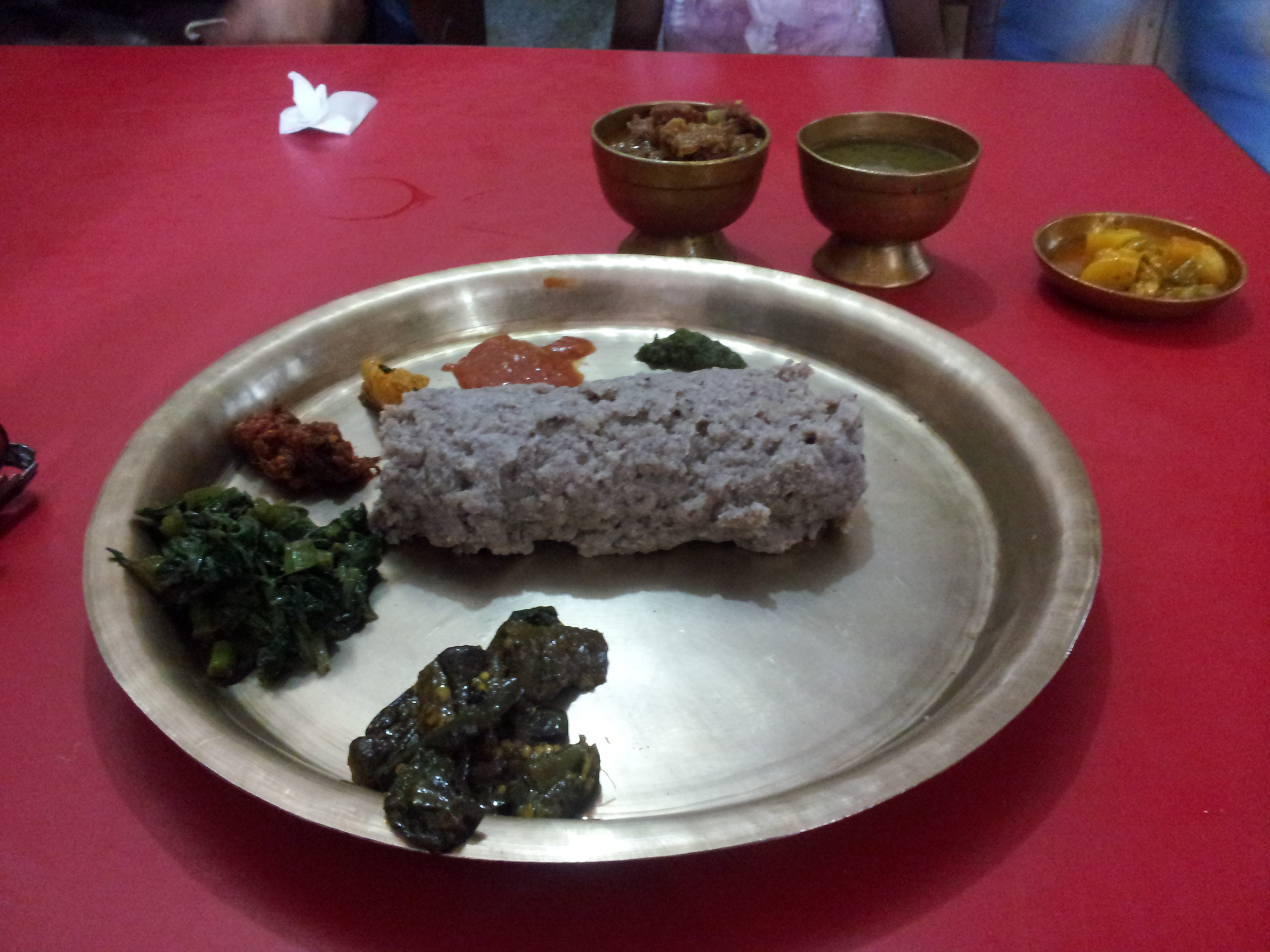
Dhindo Thali in einem Thakali-Restaurant

Thakali-Küche, eine Mischform zwischen Himalayaischer Küche und derer des Flachlandes, ist den Thakali eigen, welche im Thak-Khola Valley, einer alten und relativ einfachen Handelsroute durch die Hochpässe des Himalaya, leben. Dieses Gericht wird in Gasthäusern (bhattis) serviert, die von Angehörigen der Thakali entlang anderer Handelsrouten betrieben werden, sowie in Pokhara und anderen Städten in den Tälern von Zentralnepal.
Die Küche der Thakali ist weniger vegetarisch als die Küche der Pahari. Von den unteren Kasten wurden Yak und Yak-Rind-Hybride, auch als Jhopa bekannt, konsumiert. Kastenunabhängig wird Schafsfleisch, Bheda und Chyangra oder Chiru genannt, verzehrt. Dieses wird aus Tibet importiert. Fleisch wird meist in dünne Scheiben geschnitten und an dünnen Stäben in der Nähe des Feuers gekocht. Blutwurst wird ebenfalls vorbereitet und getrocknet. Getrocknetes Fleisch wird Gemüsecurry beigemischt oder in Butterschmalz gedünstet und in timur-ko-choup eingetaucht, hierbei handelt es sich um eine Mischung aus rotem Chilipulver, Szechuanpfeffer, Salz und hiesigen Kräutern. Mit dieser Gewürzmischung werden auch Kartoffeln oder Eier gewürzt, die gekocht, gebraten oder aus denen Omeletts zubereitet werden.
Die Küche der Thakali verwendet vor Ort angebauten Buchweizen, Gerste, Hirse und Linsenbohnen, sowie Reis, Mais und Dal, welche aus tiefergelegenen Regionen im Süden des Landes importiert werden. Getreide kann gemahlen und zu einem dickflüssigen Hirsebrei gekocht werden, der anstelle von Reis mit Dal gegessen wird. Eine Art Dal wird darüber hinaus aus getrockneten und gemahlenen Buchweizenblättern hergestellt. Zur Bereitung einer Zwischenmahlzeit kann Getreide geröstet oder in heißen Sand gesteckt werden (der dann abgesiebt wird). Die Thakalis folgen darüber hinaus den Tibetanischen Gebräuchen in Bezug auf die Zubereitung von Tsampa und Tee mit Butter und Salz. Butterschmalz wird zur Zubereitung des Tees und als Öl zum Braten verwendet.
Da die meisten Mitglieder des Thakali-Volkes Handel betrieben, konnten sie Gemüse, Obst und Eier von tiefergelegenen Regionen importieren. Täglich wurde so eine Vielzahl an unterschiedlichem Gemüse konsumiert, einige davon, insbesondere Daikon und Rote Bete, getrocknet und mit Hammelfleisch zubereitet. Aus Spinat hergestellte Suppe, bekannt alsgyang-to, wurde mit einem Spritzer timur-ko-choup serviert. Mit der Ankunft fremder Gärtner wurden auch Äpfel in die hiesige Küche eingeführt und sind seitdem Bestandteil der Esskultur.

### Küche der Newar

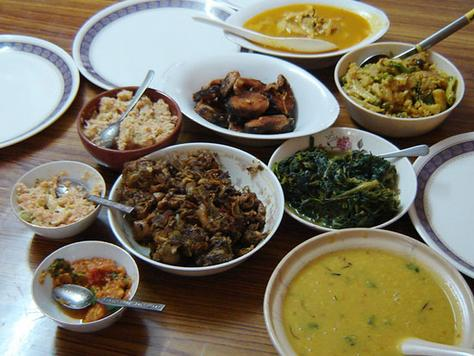
Ein aufwendiges Mahl der Newa in Kathmandu

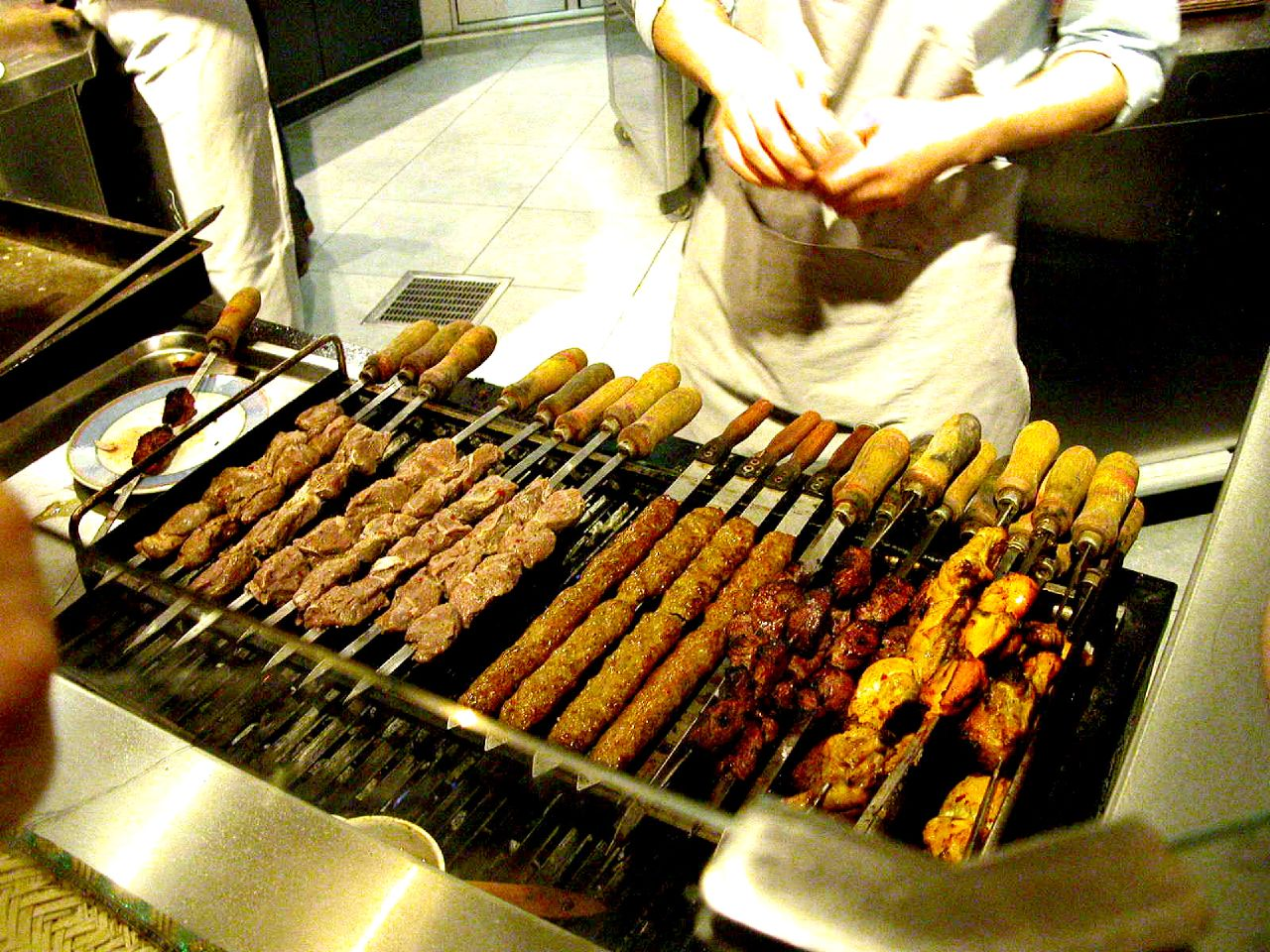
Sekuwa in einem Kathmandu-Restaurant

Newar sind eine verstädtlichte Ethnie, die ursprünglich im Kathmandutal angesiedelt war, jedoch auch in anderen Städten des zentralen Hügellandes angetroffen werden können. In den fruchtbaren Kathmandu- und Pokharatälern ist der Anbau von Obst und Gemüse profitabler als der Anbau von Getreide, besonders da Reis und andere Waren günstig importiert werden können. Darüber hinaus verfügen die Haushalte der Newar über relativ hohes Einkommen und die Kultur legt Wert auf Nahrung und Feiern.
Obwohl die täglichen Mahlzeiten zum größten Teil aus Komponenten der allgemeinen Talregion zusammengesetzt sind, kommt zu besonderen Anlässen, beispielsweise rituellen, zeremoniellen oder anderen Festivitäten, eine größere Speisenvielfalt als die der Pahari zum Vorschein. In der Küche der Newari wird weitreichender Gebrauch von Wasserbüffelfleisch gemacht. Für Vegetarier können Fleisch und getrockneter Fisch durch frittiertes Tofu oder Hüttenkäse ersetzt werden. Gärung als Zubereitungsart wird in der Küche der Newar ein hoher Stellenwert zugeschrieben, wohingegen die Pahari einige Gewürze aachar verwenden.
Kwāti (क्वाति Suppe aus verschiedenen Bohnen), kachilā (कचिला gewürztes Hackfleisch), chhoylā (छोयला Wasserbüffelfleisch das mit Gewürzen mariniert und über den Flammen getrockneter Weizenhalme gegrillt wird), pukālā (पुकाला gebratenes Fleisch), wo (व: Linsenkuchen), paun kwā (पाउँक्वा saure Suppe), swan pukā (स्वँपुका gefüllte Lungen), syen (स्येँ gebratene Leber), mye (म्ये gekochte und gebratene Zunge), sapu mhichā (सःपू म्हिचा mit Knochenmark gefüllter Blättermagen) und sanyā khunā (सन्या खुना Sülzfischsuppe) sind einige der bekannteren Mahlzeiten, die zu besonderen Anlässen zubereitet werden.
Zum Dessert wird dhau (धौ Joghurt), sisābusā (सिसाबुसा Früchte) und mari (मरि Süßigkeiten) gereicht. Darüber hinaus gibt es achaars die aus den Früchten des Aamli zubereitet werden. Thwon (थ्वँ Reisbier) und aylā (अयला ortstypischer Alkohol) sind einige verbreitete alkoholische Getränke, die von Newars zubereitet werden.

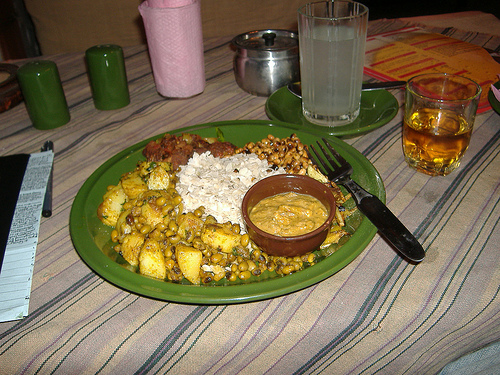
Typisches Newari Choila, würzig und scharf

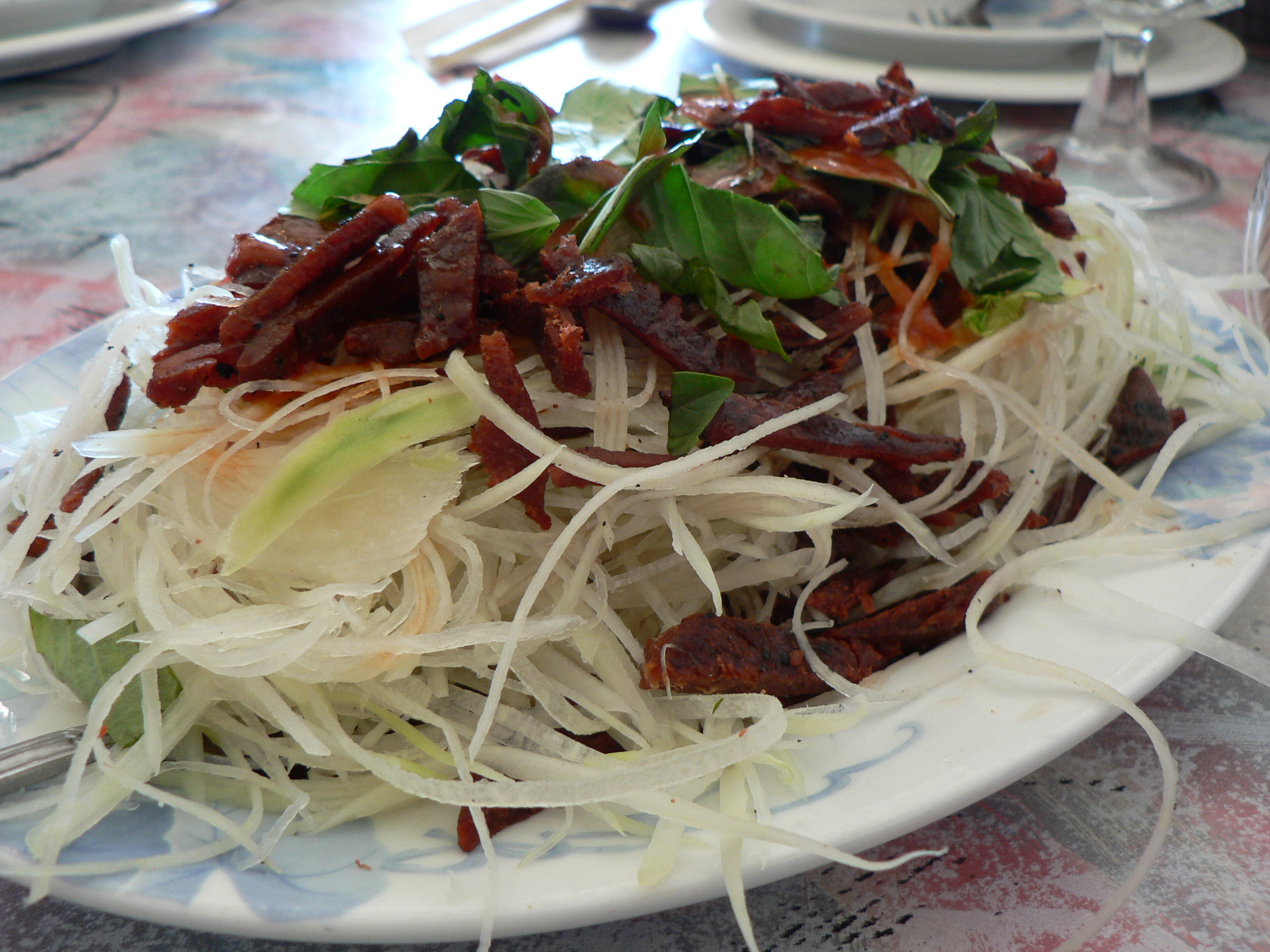
Sukuti mit Papayasalat

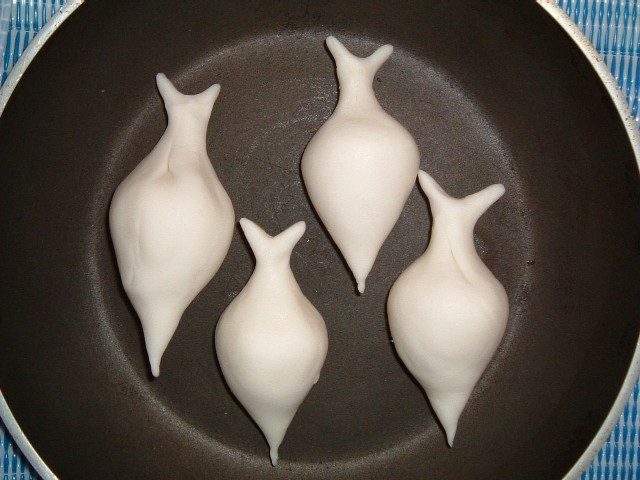
Yomari, Süßigkeit der Newar

### Andere ethnische Varianten des zentralen Hügellandes
Wasserbüffel- und Schweinefleisch wird von vielen janajati (indigene Völker mit von Hindu-Normen abweichenden Gebräuchen) verzehrt. Ursprünglich aßen die Magars zwar Schweine-, jedoch kein Wasserbüffelfleisch, bei den sich auf den ersten Blick ähnlichen Gurung war dies umgekehrt. Bei den weiter im Osten lebenden Tamang, Rai und Limbu waren einzigartige Speisen darunter kinema (fermentierte Sojabohnen), yangben (Rentierflechte), Zubereitungen mit Bambussprossen, Brot aus Hirse oder Buchweizen und das traditionelle Getränk der Limbu, tongba (Hirsebier).

### Küche derTerai
Die zur Terai-Region südlich der Siwaliks gehörende Küche besteht aus verschiedenartigen Gerichten, die je nach Region unterschiedlich sind. Hierzu gehört die Küche der Maithili im Osten, die der Tharu im Westen und die Küche der Bhojpuri im Zentrum und westlichen Teilen der Region Madhesh. Weiter westlich dominieren die kulinarischen Gewohnheiten der Awadhi, welche von denen der Mughlai beeinflusst wurde – diese werden besonders von der muslimischen Bevölkerung um Nepalganj gepflegt.
Die Essgewohnheiten der Terai sind verschiedenartiger als die der in den mittleren Hügeln ansässigen Völker. Dies ist auf eine größere Auswahl an angebautem Getreide sowie aus kühleren Mikroklimata der nahegelegenen Hügelregion sowie verschiedenen Teilen Großnepals importierten Marktkulturen zurückzuführen. Im Terai angebaute Früchte sind unter anderem Mango (aap), Litchi, Papaya (armewa/mewa), Bananen (kera/kela) und Jackfrucht (katahar/katahal).
Ein typisches Terai-Service bestand aus Basmatireis mit Butterschmalz, Daal aus Straucherbsen, tarkari (verschiedene gekochte Gemüse), taruwa (ein Teig bestehend aus rohem Gemüse, wie beispielsweise Kartoffeln brinjal/Aubergine, Chili, Blumenkohl etc. in Öl gebraten), Papadum, Mango-/Zitronen-Pickels und Joghurt. Zu den verzehrten nicht-vegetarischen Bestandteilen zählen Fisch und Ziegencurry. Traditionell wurde kein Geflügel gereicht, dies hat sich jedoch durch die Verstädtlichung gewandelt, so dass auch Geflügel häufig serviert wird.
In Nepal befinden sich sieben Täler, die Inner Terai valleys, welche von den Sivalik und den Mahabharat umschlossen werden. Zu Beginn waren diese Täler extrem von Malaria betroffen und wurden hauptsächlich von den Tharu und Maithil bevölkert, welche dagegen eine genetische Resistenz zeigten. Da die Täler voneinander isoliert waren, sprachen verschiedene Enklaven der Tharu verschiedene Dialekte und hatten unterschiedliche Bräuche. Das Vorhandensein unterschiedlicher Küchen wird angenommen, wurde jedoch bisher nicht genauer untersucht. Trotzdem war die Ernährung durch Jagen und Sammeln, bzw. wechselnde Agrikultur sowie Haltung von Vieh vielfältig.
Dies steht in Kontrast zu der Ernährung der Pahari, welche primär von Landwirtschaft geprägt wurde; es wurden nur wenige Quellen tierischen Proteins genutzt, da die strikten religiösen und Kastenvorschriften dies verboten. In den 1950er Jahren öffnete Nepal die Grenzen für Ausländer und ausländische Hilfsmissionen und Programme zur Bekämpfung von Malaria; im Inner Madhesh ermöglichte dies der nicht-resistenten Bevölkerung das Überleben. Aus diesem Grund sahen die Tharu und Maithil einen Zustrom der Bevölkerung, die vor der Nahrungsknappheit in den Tälern floh. Die Umgestaltung von Waldgebiet und Grasland in Felder sowie ein Jagdverbot führten dazu, dass die Tharu und Maithil in den östlichen und westlichen Teilen des Landes ihre Ernährung von der Jagd und dem Sammeln von Früchten hin zu besserer Nutzung von Fischen, Süßwasserkrabben, Süßwassergarnelen und Wasserschnecken aus Flüssen und Teichen umstellten.
Die Tharu machten darüber hinaus von der Hühnerzucht Gebrauch. Darüber hinaus ist auch überliefert, dass Hunde benutzt wurden, um Ratten zu jagen, die sich in Reisfeldern befanden und diese dann auf Stöcken geröstet wurden. Hammelfleisch konnte von nomadischen Völkern in den Tälern, wie den Kham-Magar, bezogen werden. Diese zogen mit ihren Schaf- und Ziegenherden im Sommer bis in sub-alpine Weiden, die an den Himalaya angrenzen und im Winter in die Täler des Inner Madhesh. Zunehmender Wettbewerb um Land zwang die Tharu und Mathil zur Aufgabe des Wanderfeldbaus und zur Aufnahme sesshaften Ackerfeldbaus, wodurch der nationale Brauch, Reis mit Linsen zu verspeisen, aufkam. Die Tharu oder Maithil basitzen darüber hinaus eine besondere Art der Zubereitung dieses Lebensmittels, darunter Reis- und Linsenknödel, die bagiya oder dhikri genannt werden. Aus unreifem Reis wird darüber hinaus eine Art des Haferschleims, maar, hergestellt.
Die Tarowurzel ist eine bedeutende regionale Feldfrucht, deren Blätter und Wurzeln verzehrt werden. Sidhara ist eine Mischung aus Tarowurzeln, getrocknetem Fisch und Kurkuma, die zu Küchlein geformt und zur Lagerung getrocknet werden. Die Küchlein werden gebrochen und mit Roter Beete, Chili, Knoblauch und anderen Gewürzen gekocht, als Beilage wird Reis verwendet. Schnecken werden gereinigt, gekocht und gewürzt, um ghonghi zuzubereiten. Weitere traditionelle Rezepte der Tharu und Maithil enthalten unter anderem geröstete Krebse, Weizenfladen in Senföl und aus Taroblättern bestehende Kuchen.

### Küche der Lohorung

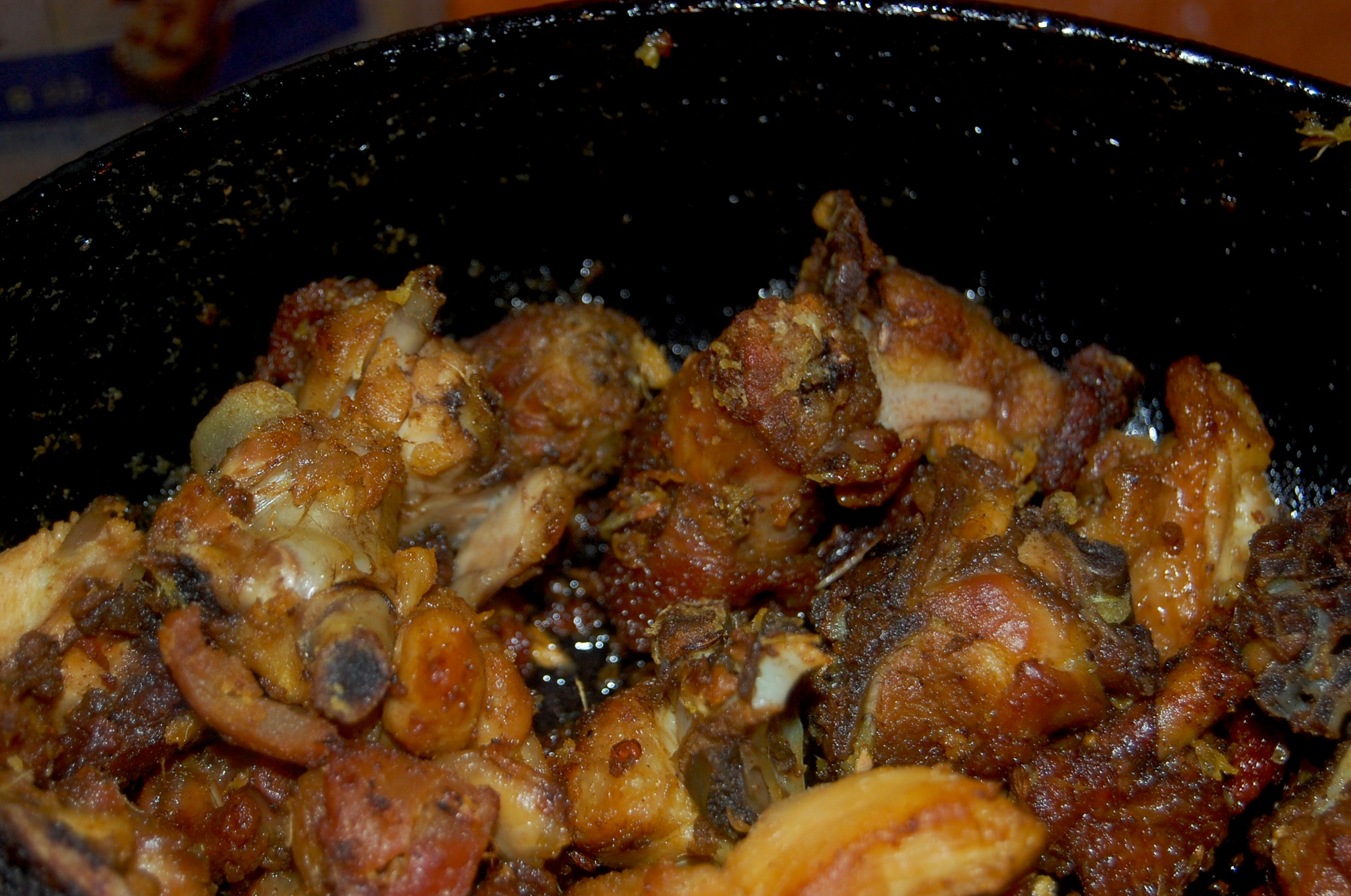
Brathähnchen, Mahlzeit der Lohorung

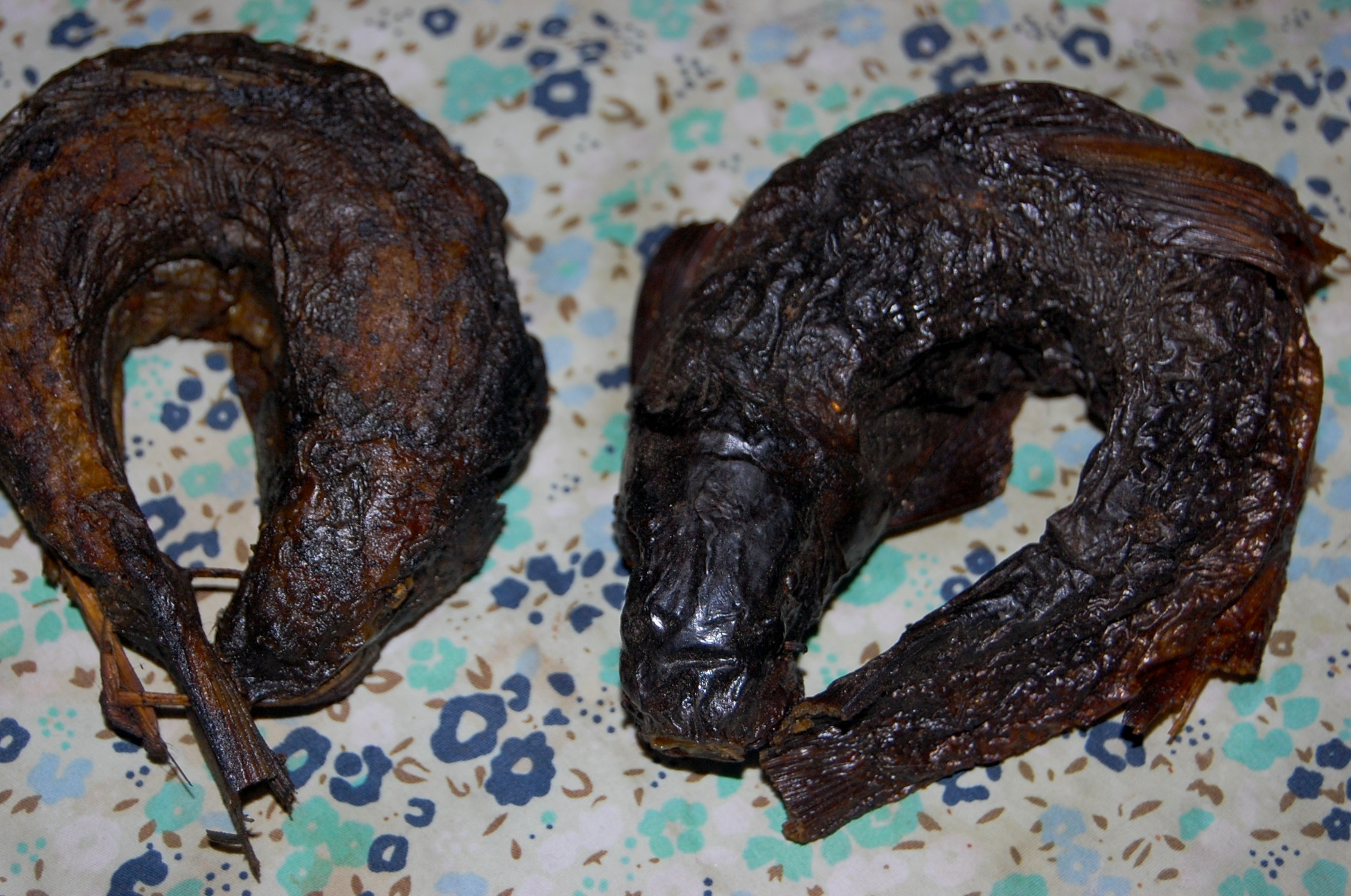
Asalee-Fisch des Flusses Shankhuwa, Shankhuwasabha, Nepal

Lohorung sind indigene Völker im Osten Nepals. Es werden dort eine Reihe von unterschiedlichen Speisen aus örtlichen Zutaten zubereitet, darunter Tongba, Wachipa, Wamik, Masikdaam, Kinima, Sibring, Sel roti, Bawari, Dhule Achar, Saruwa, Chamre, Yangpen und Dibu.

### Snacks
Snacks sind unter anderem gebratener getrockneter Mais (khaja; wortwörtlich „Iss und geh“), geschlagener Reis (baji oder chiura), geröstete Sojabohnen (bhatmas, Nepali: भटमास), getrocknete Früchte (lapsi) und südasiatische Speisen wie samosa und südasiatische Süßigkeiten. Internationale Süßwaren, wie Kekse, Kartoffelchips und wai wai (Nepali: वाइ वाइ, Instant-Nudeln) gewinnen zunehmend an Beliebtheit. Teile der jüngeren Bevölkerung Nepals bevorzugen Snacks der westlichen Welt, da diese leichter zu beschaffen und weniger zeitaufwendig sind. 

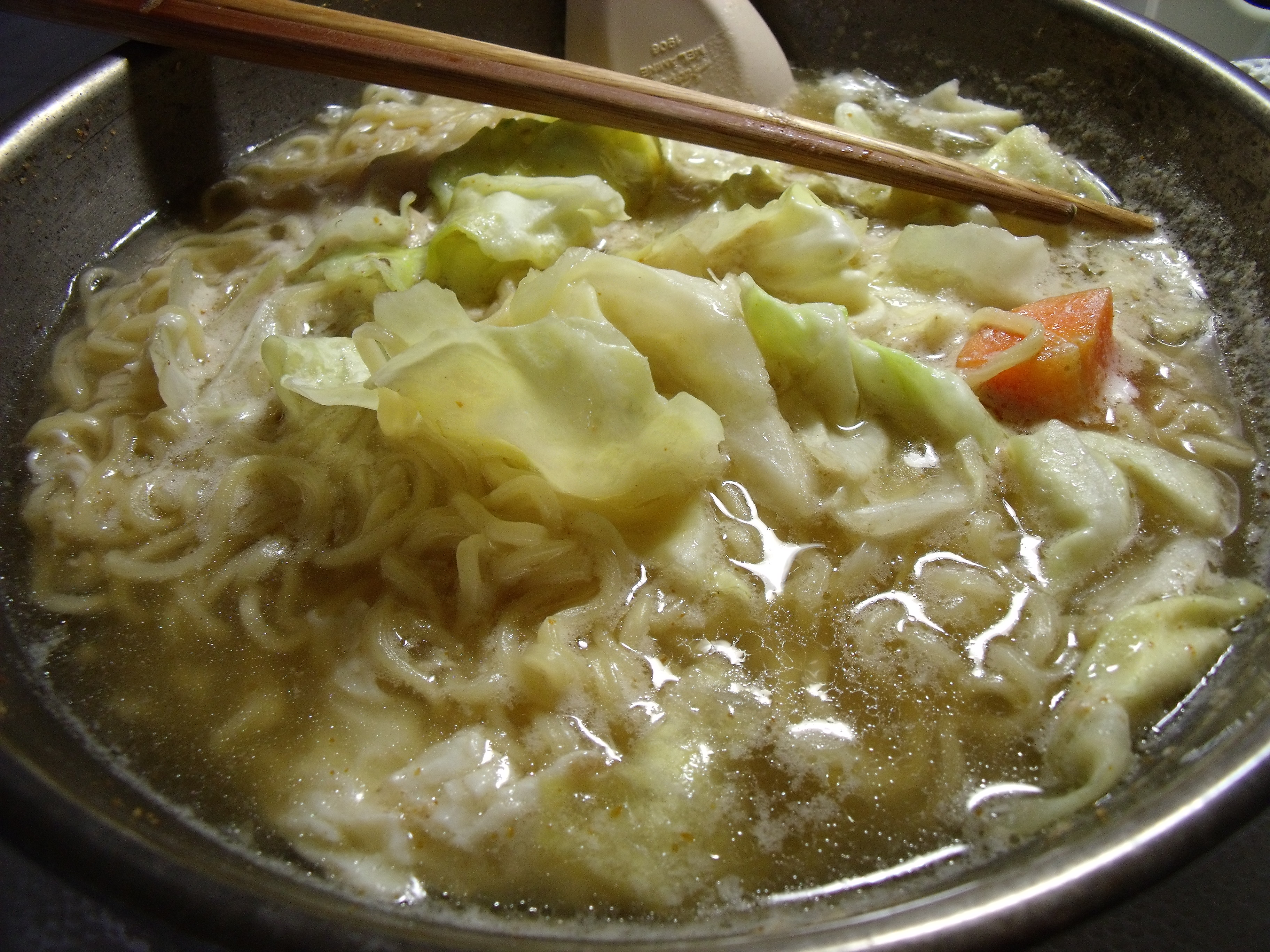
Gemüse und Eier mit Instant-Nudeln

### Getränke
Tee (chiya), normalerweise mit Milch und Zucker getrunken, Zuckerrohrsaft (sarbat) und Buttermilch (mahi) sind häufige nichtalkoholische Getränke. Alkoholische Getränke sind unter anderem raksi, Spirituosen, die in ländlichen Destillerien hergestellt werden, und jard, selbstgebrautes Reisbier. In höhergelegenen Regionen wird Hirsebier (tongba oder chhaang) gebraut.

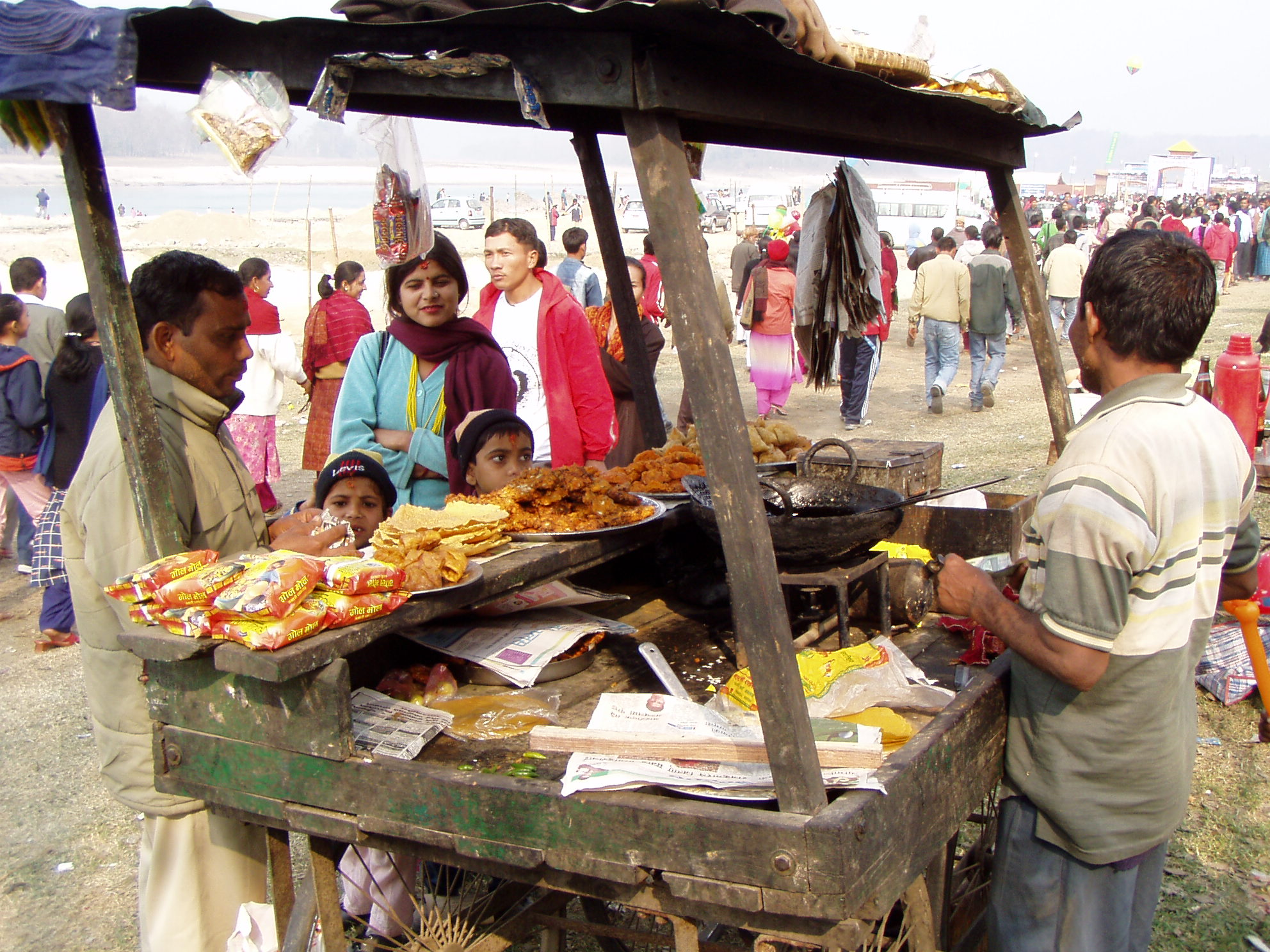
Straßenverkäufer von Snacks
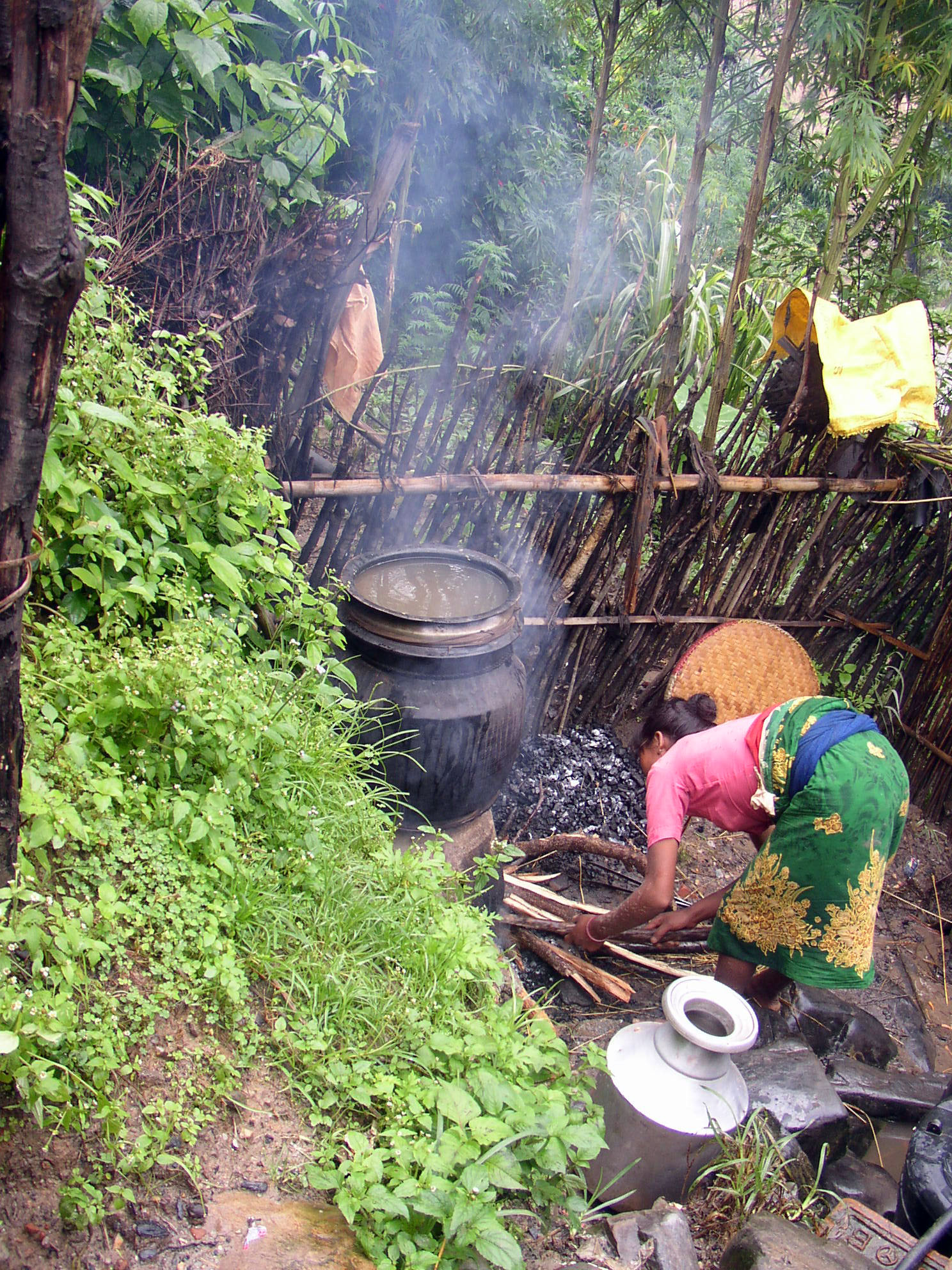
Raksi-Destillerie
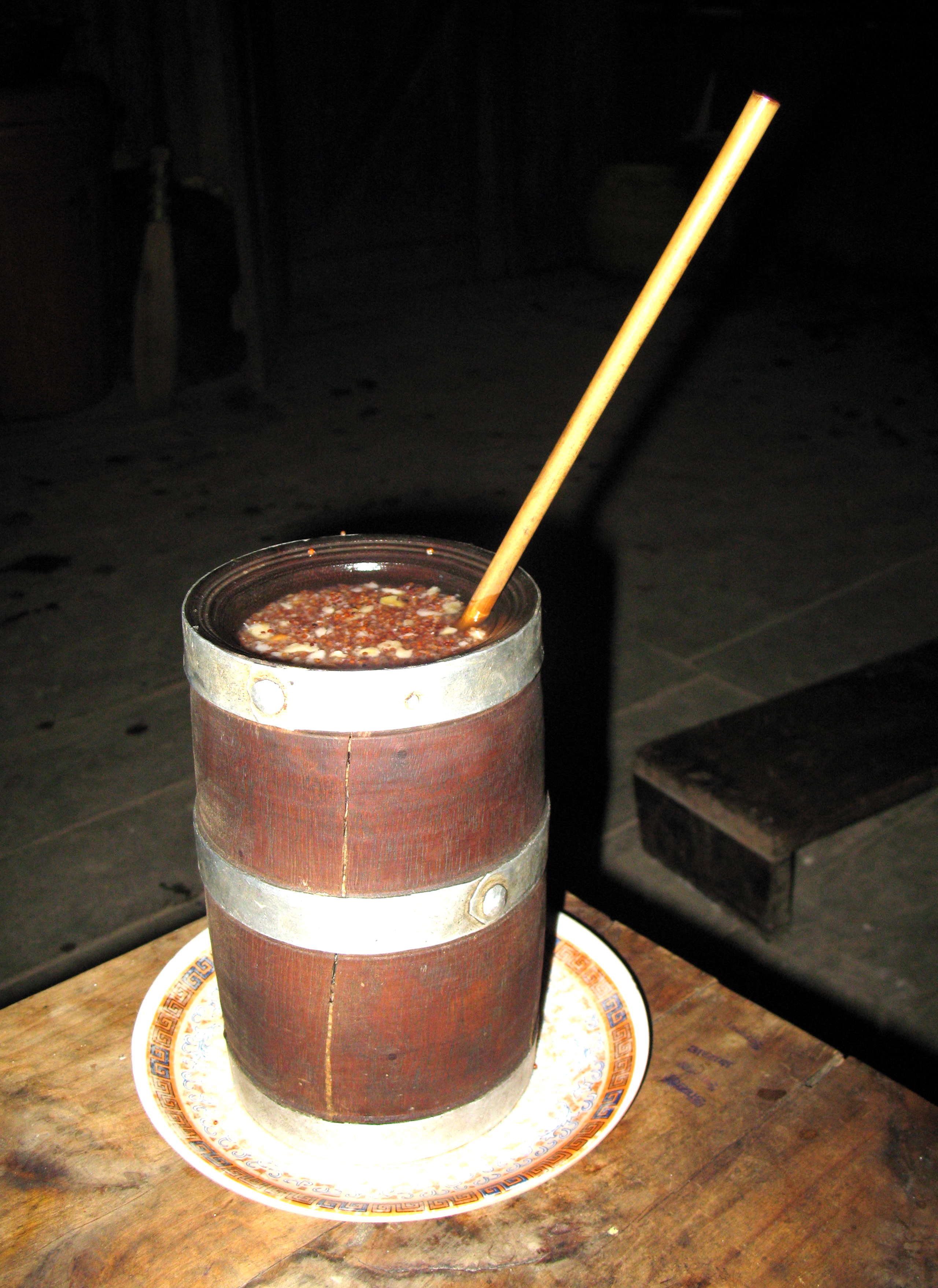
Hirsebier

## Esskultur
Mahlzeiten werden traditionell im Sitzen oder in Hockstellung eingenommen. In den städtischen Restaurants sind jedoch Tische und Stühle vorhanden. Eine große Menge bhat (gekochter Reis oder anderes Getreide wie Mais oder Gerste) oder ein Haufen roti (ungesäuertes Brot) wird auf einem Jharke thal, einer umrandeten Messing- oder Stahlplatte von ca. 12"/30 cm Durchmesser, serviert. Der Reis ist umrandet von kleineren Mengen von zubereitetem Gemüse, frischem Chutney oder eingelegten Pickles, manchmal auch Quark/Joghurt, Fisch oder Fleisch.
Suppenähnliches Dal und in Soße gekochtes Gemüse können in getrennten kleinen Schalen serviert werden, um über den Reis gegossen zu werden. Das Essen wird mit den Fingern der rechten Hand zum Mund geführt, die linke Hand darf das Essen niemals berühren, kann jedoch Becher und Gläser halten. Die rechte Hand wird vor und nach dem Essen gewaschen.
Obwohl die Diskriminierung anhand der Kasten in der Nepalesischen Gesellschaft rückläufig ist und weniger auf rituelle Verunreinigung geachtet wird, können diese Konzepte in traditionell-ausgerichteten Haushalten der oberen Kasten Anwendung finden. In diesem Kontext wird Wasser als leicht zu verunreinigen angesehen, was auch für das Behältnis gilt. Behälter aus Ton oder Holz müssen weggeworfen werden, Metallbehältnisse benötigen eine rituelle Reinigung. Es kann oft beobachtet werden, dass Wasser getrunken wird, indem es direkt in den Mund gegossen wird, ohne dass dabei der Behälter den Mund berührt, um den Behälter und deren Inhalt nicht zu verunreinigen.
Trocken gegartes Getreide, darunter geschlagener Reis und geröstete Sojabohnen und Reispudding, der in Milch anstatt Wasser gekocht wird (khir), sowie rohe Früchte sind weniger von ritueller Verunreinigung betroffen. Diese Lebensmittel können von jeder „sauberen“ Kaste angenommen werden, jedoch nicht von den Dalit. Wasser, bzw. mit Wasser hergestellte Speisen können jedoch ein Problem darstellen. Traditionell dürfen diese nicht von einer niedrigeren Kaste als der des Empfängers / Konsumenten zubereitet, angenommen werden. Aus diesem Grund sollte in einem polygamen Haushalt die erste Frau niemals einer niedrigeren Kaste als der des Mannes angehören.
Fremde und Angehörige vieler teilweise hinduisierten ethnischen Gruppen (janajati) können dabei einem Zwischenzustand angehören, diese sind weder vollständig unberührbar noch vollständig „sauber“. Dies kann dazu führen, dass diese in Häusern der höheren Kaste nicht willkommen sind und diese nicht ohne Einladung betreten sollten (und hatten lediglich draußen auf der Veranda zu sitzen). Der oberen Kaste angehörige Hindus können die Nahrungsaufnahme mit ihnen komplett verweigern oder es vermeiden, bestimmte Speisen zu sich zu nehmen, welche ritueller Verunreinigung ausgesetzt waren.
Verstöße gegen die Essgewohnheiten wurden vom Muluki Ain (dem zentralen Gesetzestext des Landes) im Jahr 1854 als Straftaten eingestuft, diese Regelung wurde erst im Jahr 1962 abgeschafft. Seit 1962 sind diskriminierende Gewohnheiten unter gebildeten und städtischen Nepalesen außer Gebrauch gekommen, bei der ländlichen Bevölkerung finden diese jedoch weiterhin Anwendung. Gäste und Besucher sind daher angehalten, die lokalen Traditionen zu befolgen, sofern mit den Gastgebern nichts anderes vereinbart wurde.